# Karl von Perfall (musiker)

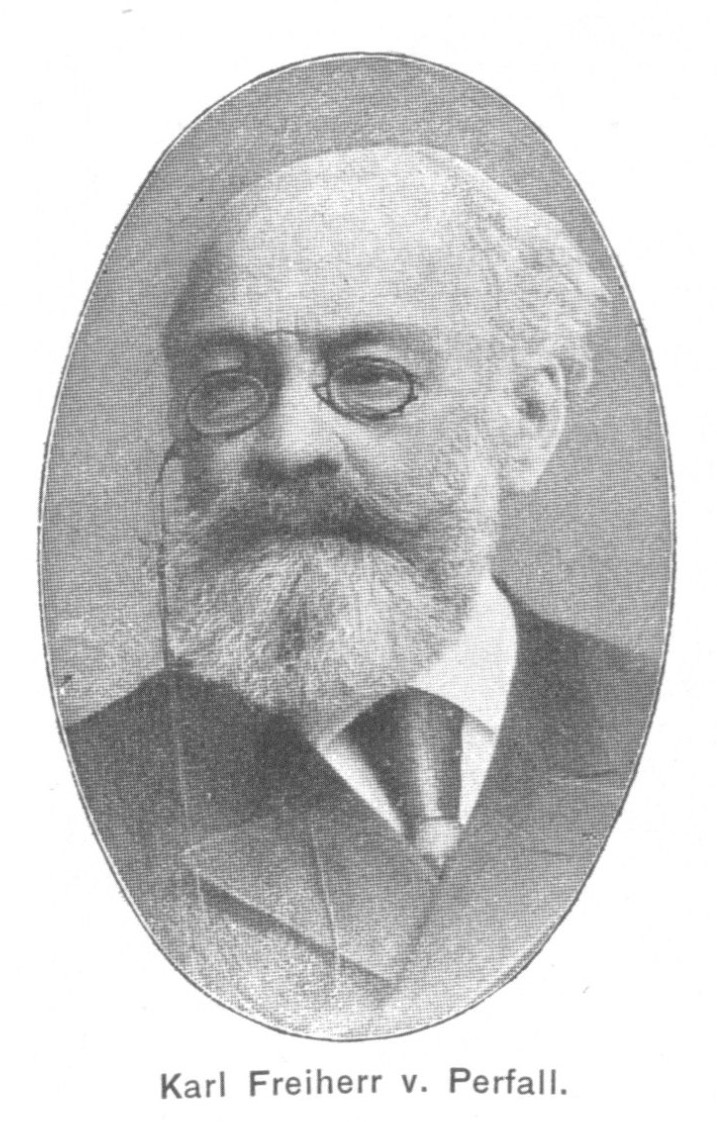
Karl von Perfall, 1901.

Karl von Perfall, född den 29 januari 1824 i München, död där den 15 januari 1907, var en tysk friherre och musiker, farbror till Karl von Perfall. 
von Perfall trädde först i statens tjänst, men utbildade sig samtidigt till musiker under Moritz Hauptmanns ledning, övertog 1850 Liedertafeln i München, stiftade 1854 Oratorieföreningen där, blev 1864 hovmusikintendent och var 1867–1893 intendent (från 1872 generalintendent) för kungliga hovteatern, en post, på vilken han utvecklade mycken duglighet. Han var även 1867–1891 direktör för musikakademien i München och därefter dess hederspresident. 
von Perfall uppträdde med framgång som kompositör, med operorna Sakuntala (1853), Das Konterfei (1863), Raimondin (1881) och Junker Heinz (1886), åtskilliga körverk (Dornröschen, Undine, Rübezahl), några festspel samt manskvartetter, som vann spridning. Han författade 25 Jahre münchener Hoftheater-Geschichte (1892), Die Entwickelung des modernen Theaters (1899) med mera.